# コスメーム
コスメーム株式会社は、千葉県千葉市美浜区に本社を置く日本の小売業者で、イオン株式会社の100％子会社。

## 概要
世界の主要なコスメティックブランドを集約・販売する専門店として、2011年11月にイオンレイクタウンkaze内にオープンした。以降は、イオンモールを中心に出店し、10店舗程度を運営する。なお、イオン株式会社での事業セグメントは、ヘルス＆ウエルネス事業に分類されている。

## 沿革
- 2011年8月 - イオン株式会社の100％子会社として設立。
- 2011年11月 - 第1号店「Cosmêmeイオンレイクタウン店」をイオンレイクタウンkazeにオープン。[3]